# Abadia de la Mare de Déu de Leffe
L'Abadia de la Mare de Déu de Leffe és una abadia de premonstratencs fundada el 1152 a Leffe, un enclavament del comtat de Namur, en front de Dinant, una bona vila del principat de Lieja (avui a Bèlgica), a la confluència del fond de Leffe amb el Mosa.

## Història

### Primera referència històrica
L'Abadia es va fundar el 1152 a la vora del riu Mosa. Com molts d'altres monestirs d'arreu d'Europa, els canonges premonstratencs elaboraven cervesa amb els ingredients que es trobaven dels camps de conreu de l'abadia. La primera referència a la fàbrica de cervesa en els registres històrics data del 1240.

### Destrucció i abandonament de l'abadia
L'abadia ha estat malmesa per diverses causes al llarg dels anys. El segle xv va ser dels pitjors pel monestir. Segons els historiadors, el 1400 van morir l'abat i set monjos a causa de la pesta. Més tard, el 7 d'agost de 1460, l'abadia va ser destruïda per una inundació i hi va morir l'abat del moment. Un cop van poder reparar els danys de la inundació, va ser assetjada per Carles el Temerari, duc de Borgonya, i les seves tropes, que van saquejar i destruir l'abadia altra vegada. Va succeir l'any 1466, quan la ciutat de Dinant, situada davant de l'abadia a l'altra riba del Mosa, es va veure obligada a rendir-se al duc després del Sac de Dinant. Carles el Temerari, un rival important per a Lluís XI i el tron francès va ordenar matar cada home, dona i nen de la ciutat per defensar l'honor de la seva mare, ja que s'havia estès el rumor que el duc havia estat derrotat i que era el fill bastard de la duquessa Isabel i el bisbe del principat de Lieja.
El 1735, l'Abadia va haver d'allotjar a la força un regiment d'hússars, mercenaris hongaresos que eren coneguts per la seva brutalitat. Van estendre el terror entre la població civil, i no van mostrar cap respecte per la naturalesa religiosa de l'Abadia, van saquejar l'edifici i tot el que contenia. La cerveseria també va patir terriblement. Una vegada més, mentre s'estava rehabilitant l'abadia, va aparèixer un altre perill, l'esclat de la Revolució Francesa el 1794. Durant segles, sota l'antic règim, l'església havia estat el major terratinent del país. El nou règim, però va abolir els privilegis l'església i tots els seus béns van ser confiscats. El 1796, l'abadia va ser oficialment abolida i declarada com a propietat de l'Estat.
Durant els anys següents, els edificis de l'abadia va anar canviant de mans i l'elaboració de cervesa va continuar en menor escala fins al 1809, quan es van interrompre per complet.

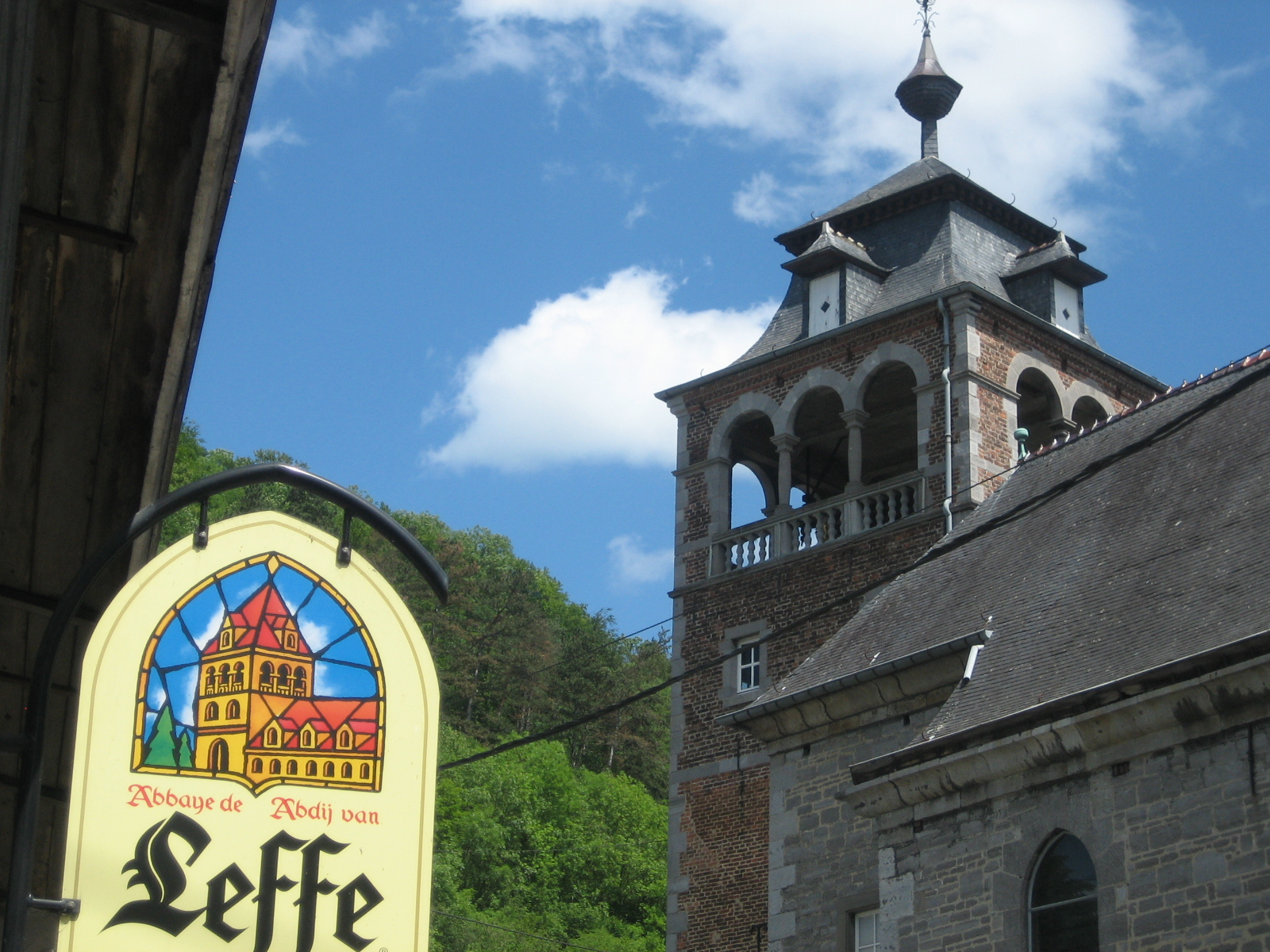
La torre de l'abadia des del Museu Leffe

### Recuperació de l'abadia
El 1902, els canonges van recobrar uns edificis de l'abadia, i el 1937 el monestir va ser llistat com a edifici històric.